# 새 로마
새 로마(라틴어: Nova Roma 노바 로마[*], 그리스어: Νέα Ῥώμη 네아 로미[*])는 서기 330년 로마 제국의 콘스탄티누스 대제가 보스포루스 해협의 유럽 해안에 있는 비잔티움을 제국의 새로운 수도로 천도하면서 부여한 이름이다. 이 도시는 이후 ‘콘스탄티누스의 도시’라는 뜻에서 콘스탄티노폴리스로 불렸으며, 현재는 이스탄불이라는 이름으로 알려져 있다.
콘스탄티누스는 근본적으로 도시를 기념비적인 규모로 재건했는데, 부분적으로 로마를 본땄다. 이 기간 동안 도시는 ‘새로운 두 번째 로마’(ἡ Νέα, δευτέρα Ῥώμη), ‘고요한 로마’(Ἄλμα Ῥώμα), ‘비잔티움 로마’(Βυζαντιάς Ῥώμη), ‘동방의 로마’(ἑῴα Ῥώμη), ‘콘스탄티노폴리스 로마’(Roma Constantinopolitana) 등으로 불렸다.:354
새 로마라는 용어는 특히 동서 교회의 분열을 전후로 동방 정교회의 그리스 저술가들이 서방 가톨릭의 로마와의 경쟁을 강조하기 위해 사용되었다. 새 로마는 오늘날에도 여전히 콘스탄티노폴리스 세계 총대주교의 공식 직함에 포함되어 있다.

## 같이 보기
- 로마 제국
- 콘스탄티노폴리스